# Magnus Johansson (hockeista su ghiaccio)
Magnus Johansson (Linköping, 4 settembre 1973) è un ex hockeista su ghiaccio svedese.

## Palmarès

### Mondiali
- 5 medaglie:
  - 1 oro (Lettonia 2006)
  - 1 argento (Finlandia 2003)
  - 3 bronzi (Svezia 2002; Svizzera 2009; Germania 2010)